# Walther Firle

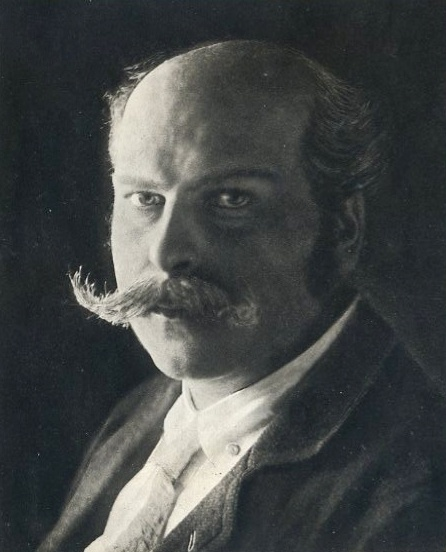
Walther Firle um 1904

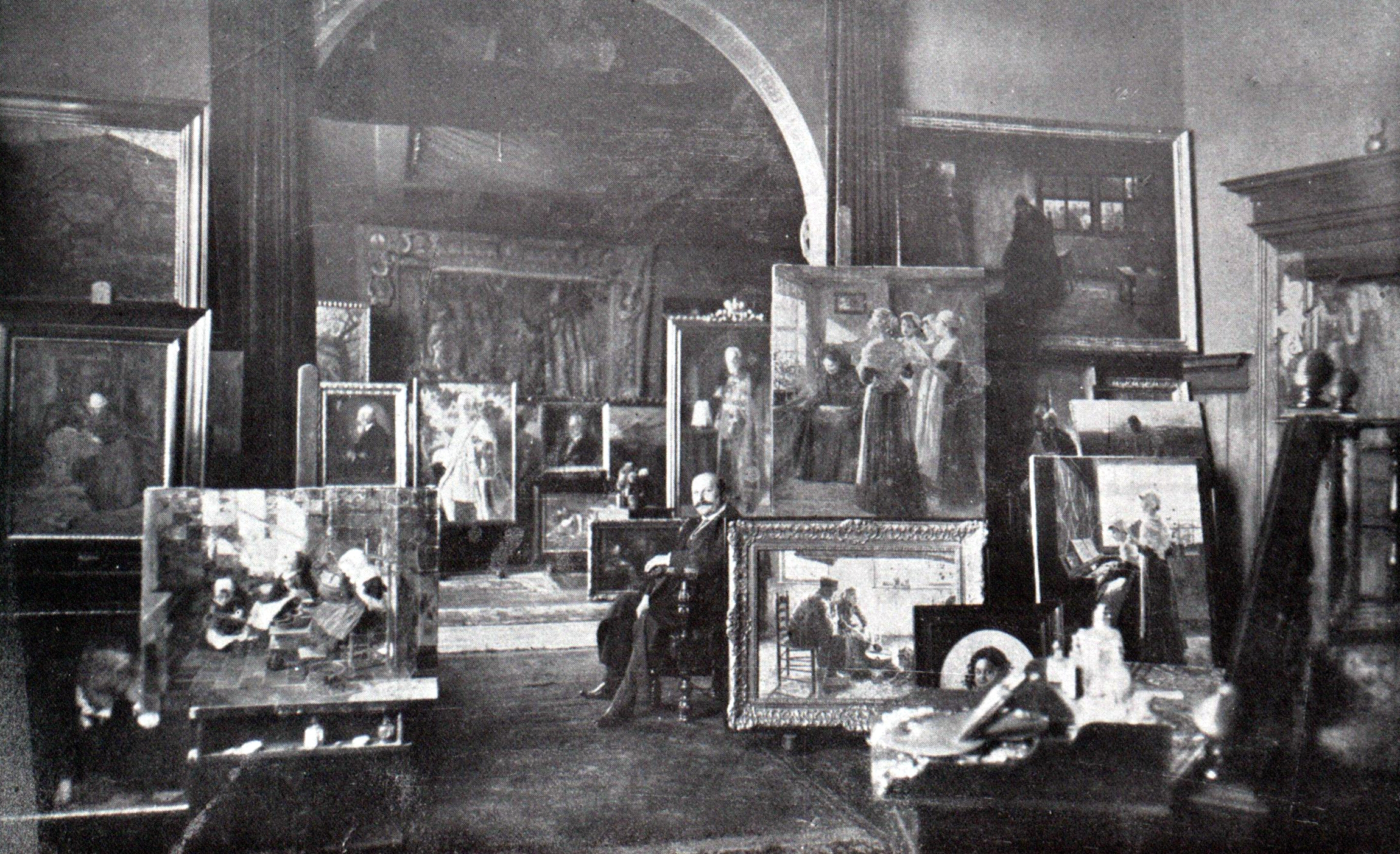
Firle in seinem Atelier in der Pettenkoferstraße; um 1917

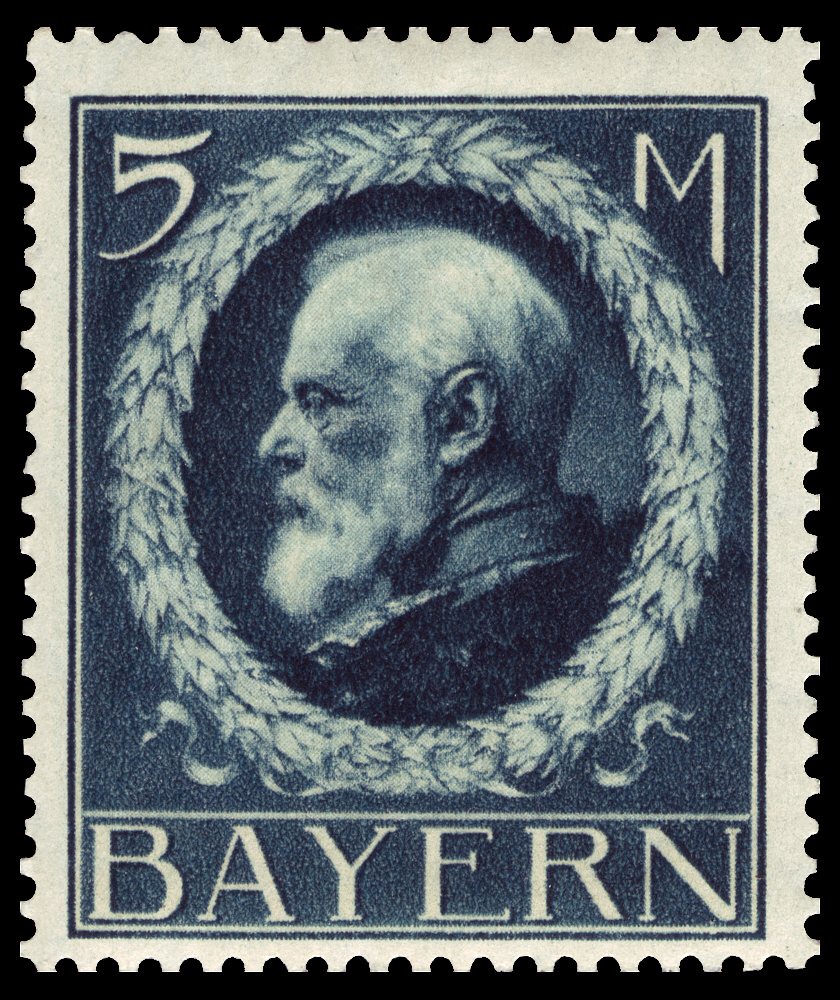
Bayerische Briefmarke mit Porträt König Ludwig III., von Walther Firle (1914)

Walther Firle, auch Walter Firle (* 22. August 1859 in Breslau; † 20. November 1929 in München) war ein deutscher Porträtmaler und Genremaler, dessen Herrscherporträts als Vorlagen für die Briefmarken des Königreiches Bayern dienten.

## Leben und Wirken
Firle kam als Sohn eines Kaufmanns zur Welt und erhielt schon in jungen Jahren Malunterricht. Er arbeitete kurze Zeit im Unternehmen seines Vaters, ehe er 1879 gegen den ursprünglichen Willen seiner Eltern an der Akademie der Bildenden Künste in München das Studium aufnahm. Zu seinen Lehrern zählten dort Alois Gabl, Gabriel von Hackl und Ludwig von Löfftz.
1882 brach er aus finanziellen Gründen sein Studium ab. In den folgenden Jahren unternahm er Reisen nach Italien und Holland, ehe er sich in München niederließ. Dort malte er Genrebilder und Bilder mit religiösen Themen und wurde Mitglied der Münchner Künstlergenossenschaft. Als sein erstes bedeutendes Bild gilt die Morgenandacht in einem holländischen Waisenhause, das von der Berliner Nationalgalerie angekauft wurde. 1890 wurde er zum königlichen Professor berufen.
Firle widmete sich zudem der Porträtmalerei und malte unter anderem den Prinzregenten Luitpold von Bayern, Nikolaus Graf von Seebach, Ludwig III. von Bayern sowie den Reichspräsidenten Paul von Hindenburg. Die bayerischen Briefmarkenserien unter König Ludwig III. sind alle nach Firles Porträts gestaltet.
Firle starb am 20. November 1929 im Alter von 70 Jahren.

## Ausstellungen
Firles Werke wurden mehrfach im Münchener Glaspalast (ab 1894), in der Großen Berliner Kunstausstellung, in der Großen Kunstausstellung Dresden (1899, 1908, 1912), in Düsseldorf (1902, 1904, 1913), im Künstlerhaus Wien (1894, 1913) sowie in Venedig (1895, 1897, 1914) ausgestellt.

## Werke (Auswahl)
- Morgenandacht in einem holländischen Waisenhause (1885)
- Die Sonntagsschule (1886)
- Im Trauerhause (1888)
- Nähstunde (1888)
- In der Genesung (1892)

## Galerie

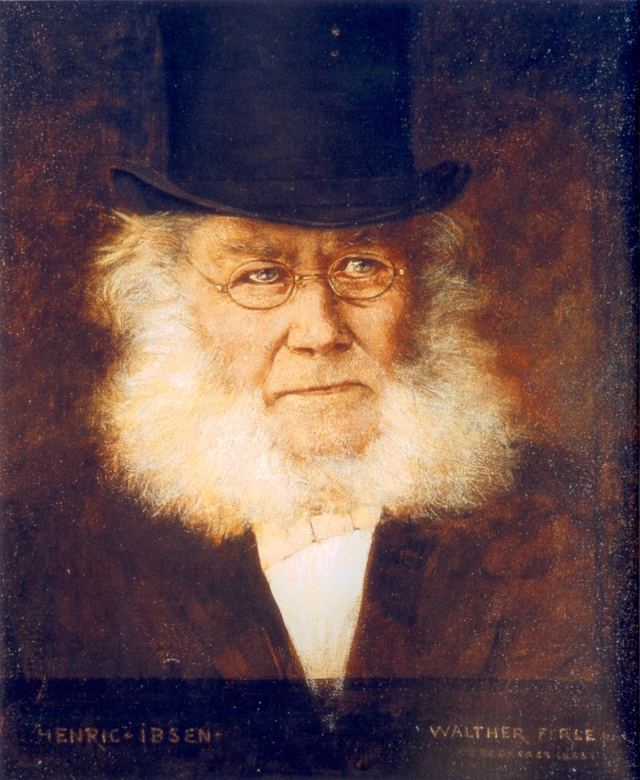
Henrik Ibsen, 1888
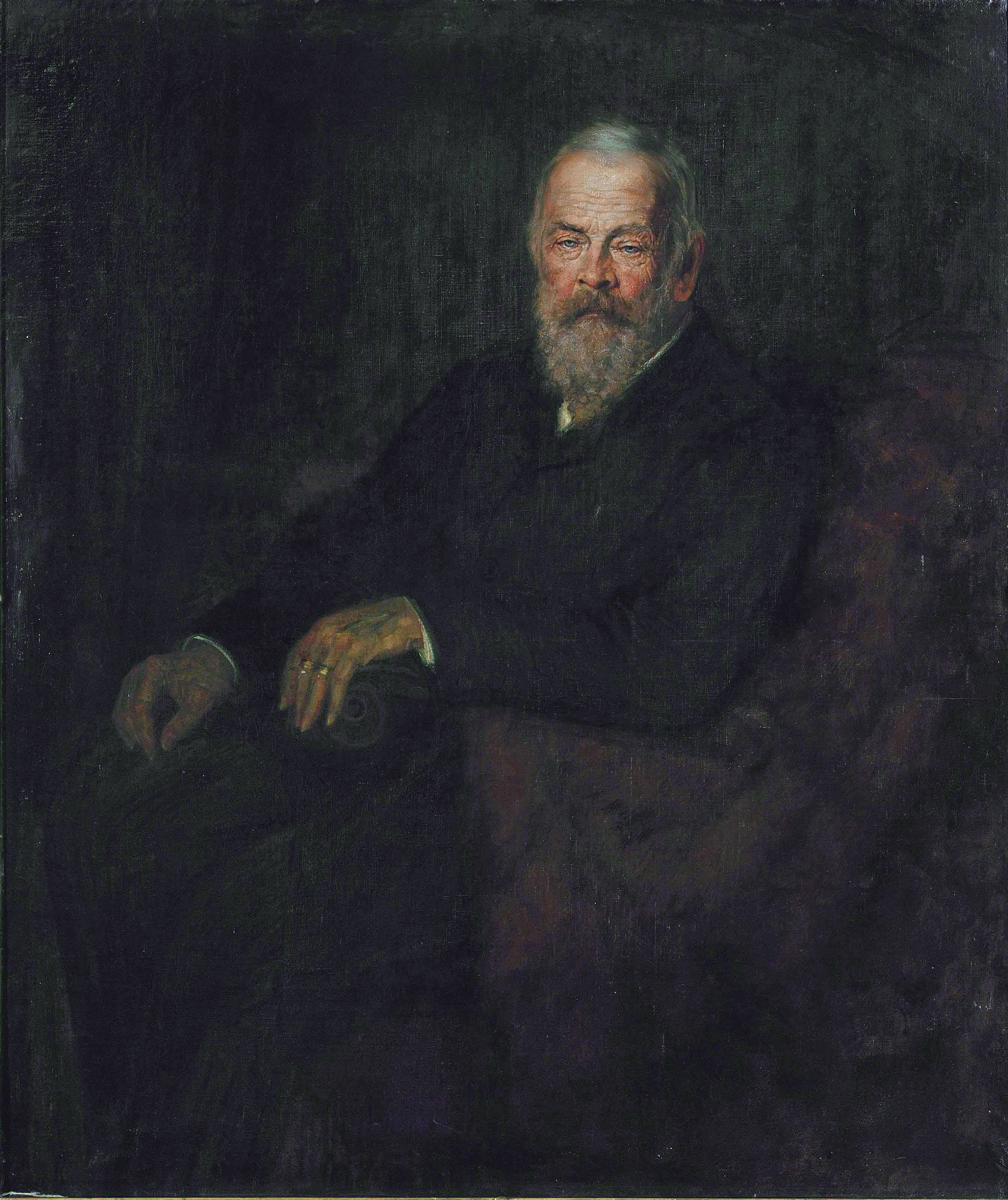
Der Prinzregent, um 1908
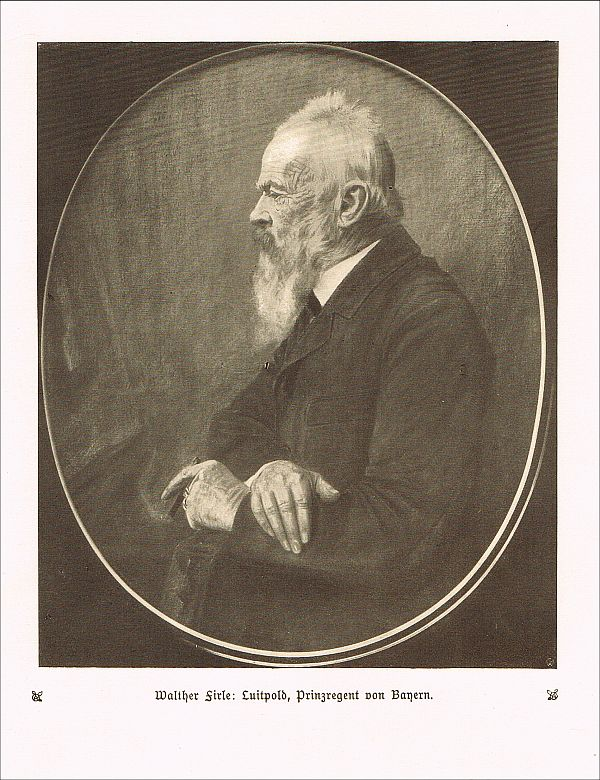
Prinzregent Luitpold, Zeichnung, 1910
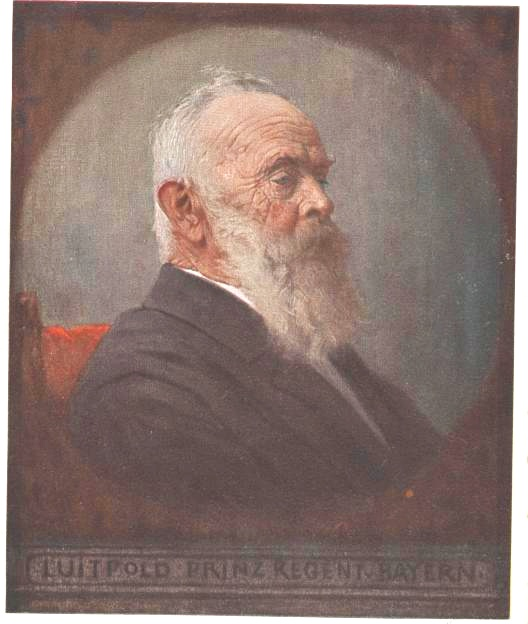
Porträt Prinzregent Luitpold, 1911
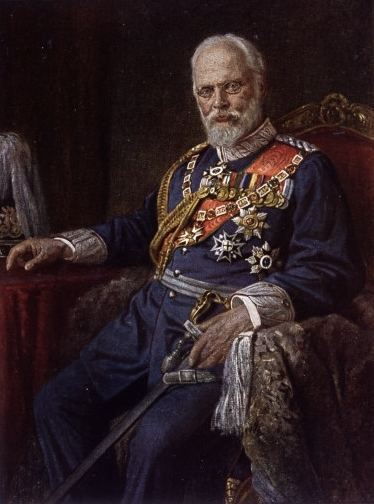
Porträt von König Ludwig III. als Prinzregent, 1913
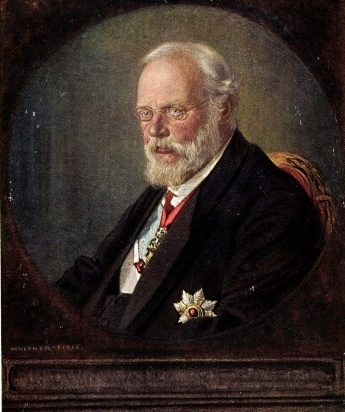
Porträt von König Ludwig III. als Prinzregent, 1913
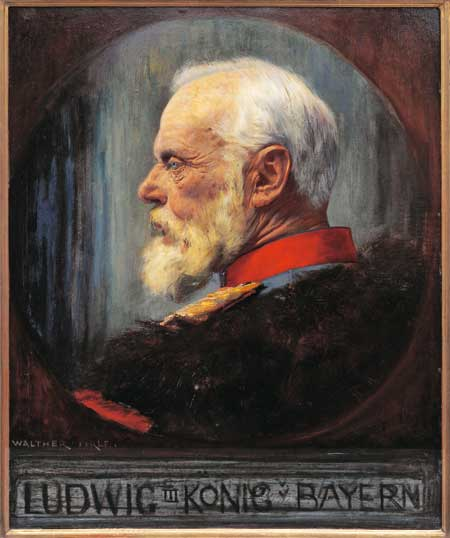
Porträt von König Ludwig III., 1914
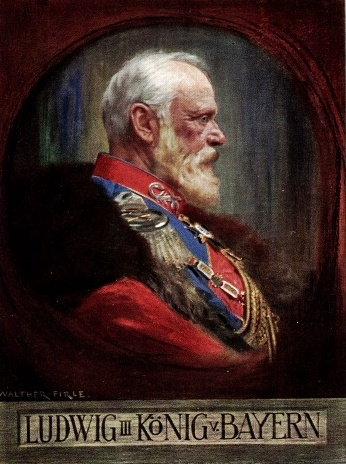
Porträt von König Ludwig III.
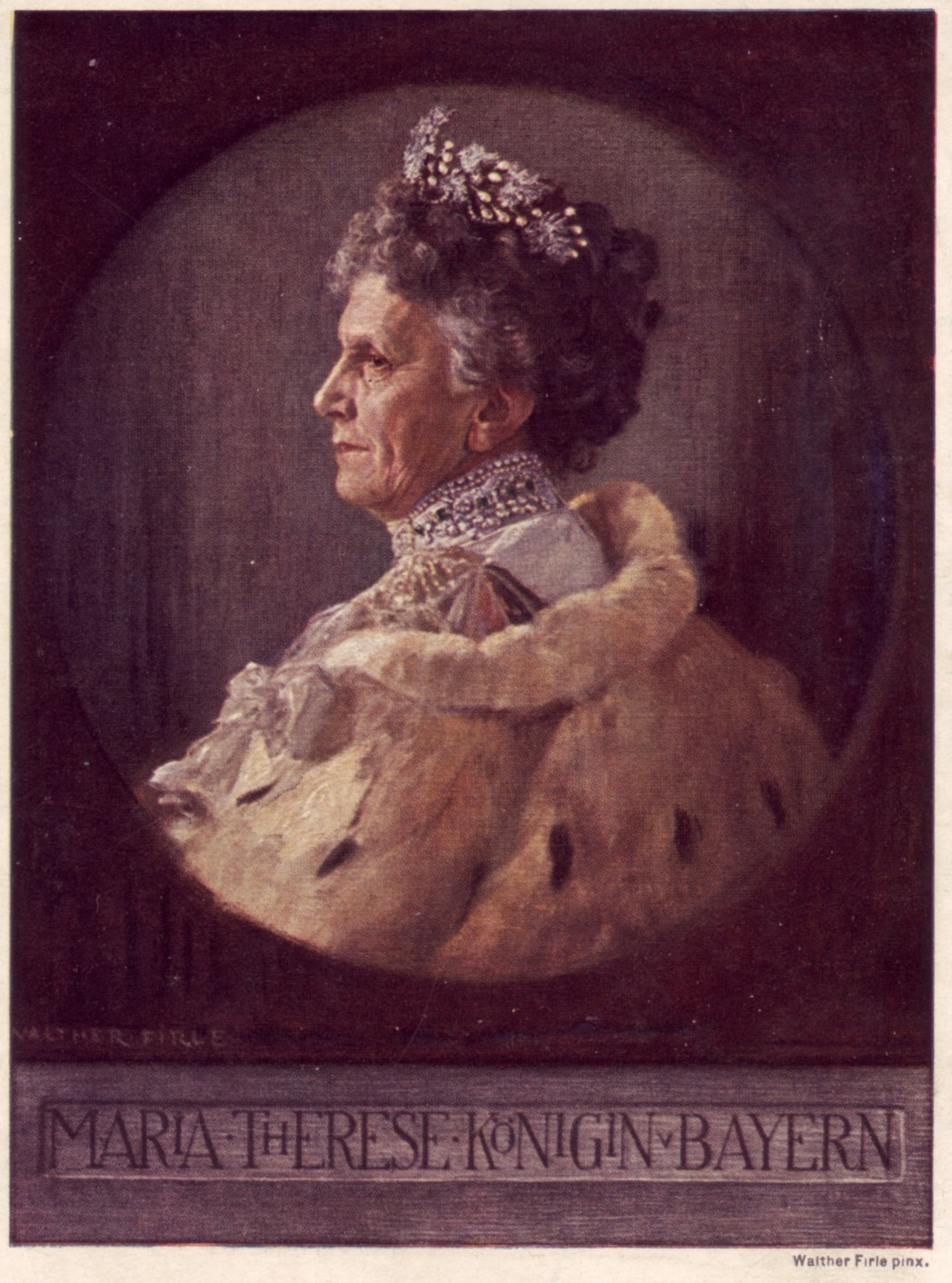
Porträt von Königin Marie Therese von Bayern, 1914
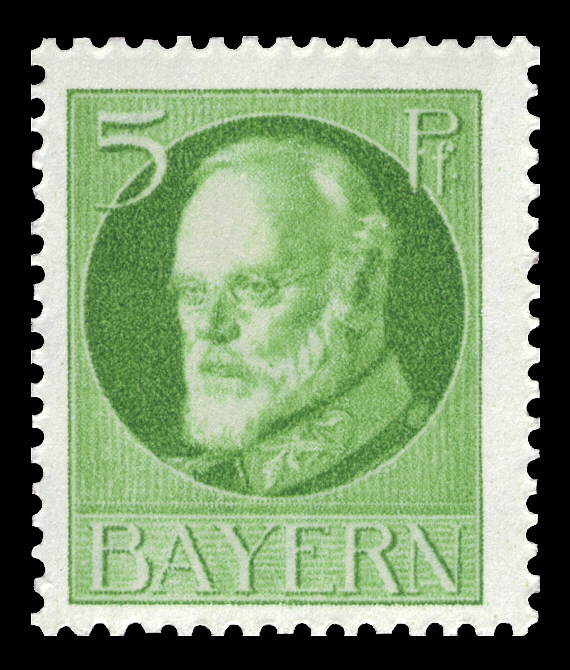
Bayerische Freimarke mit Porträtdarstellung von Walther Firle
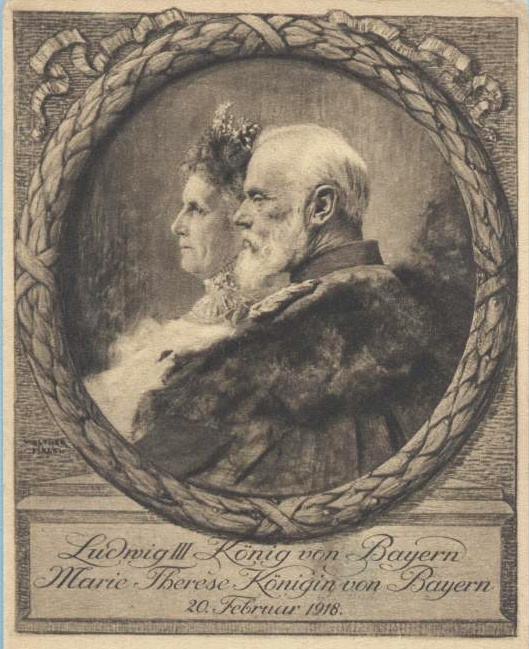
Offizielles Porträt zur Goldenen Hochzeit des Bayerischen Königspaares, 1918
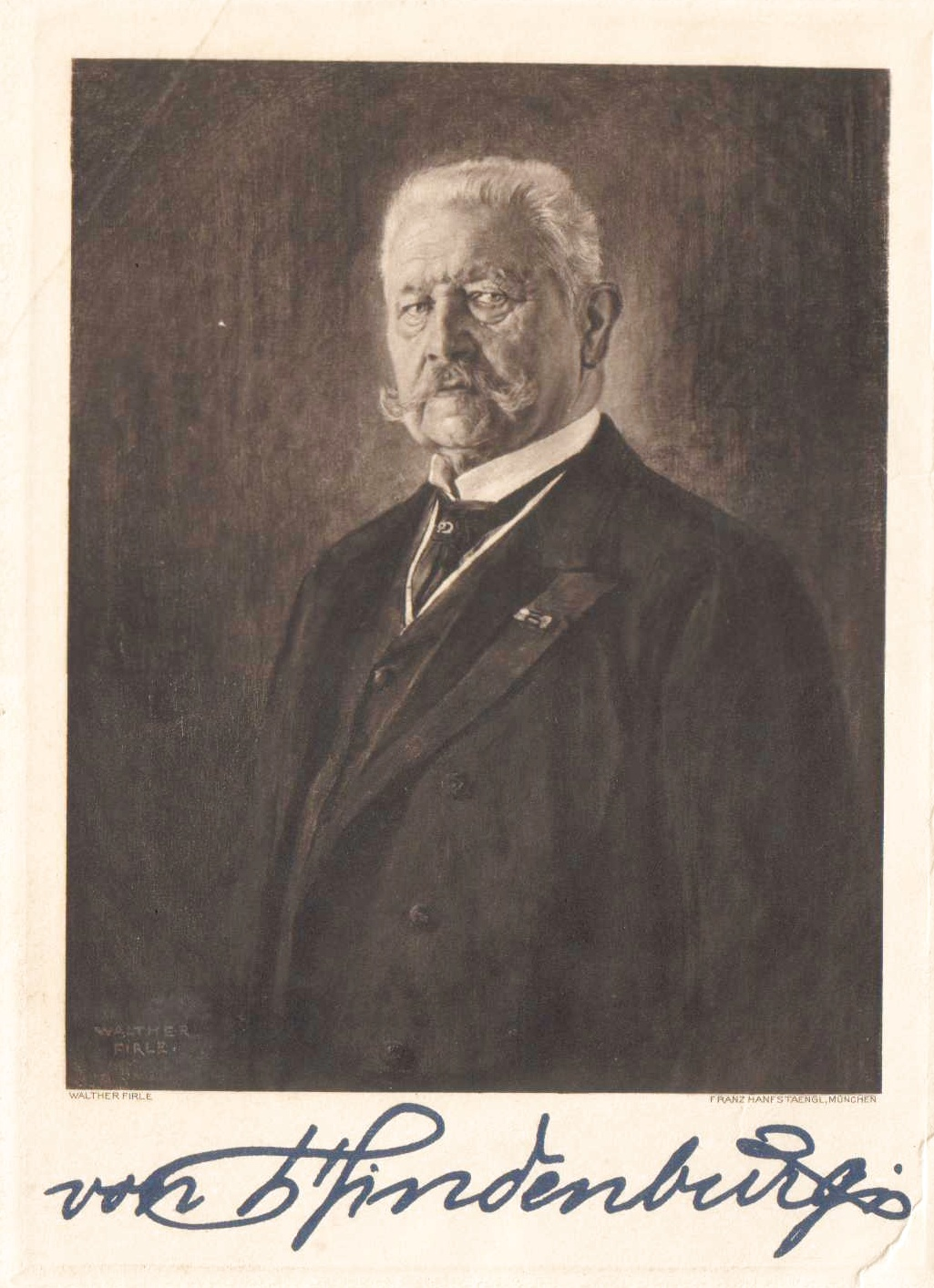
Reichspräsident von Hindenburg, um 1927
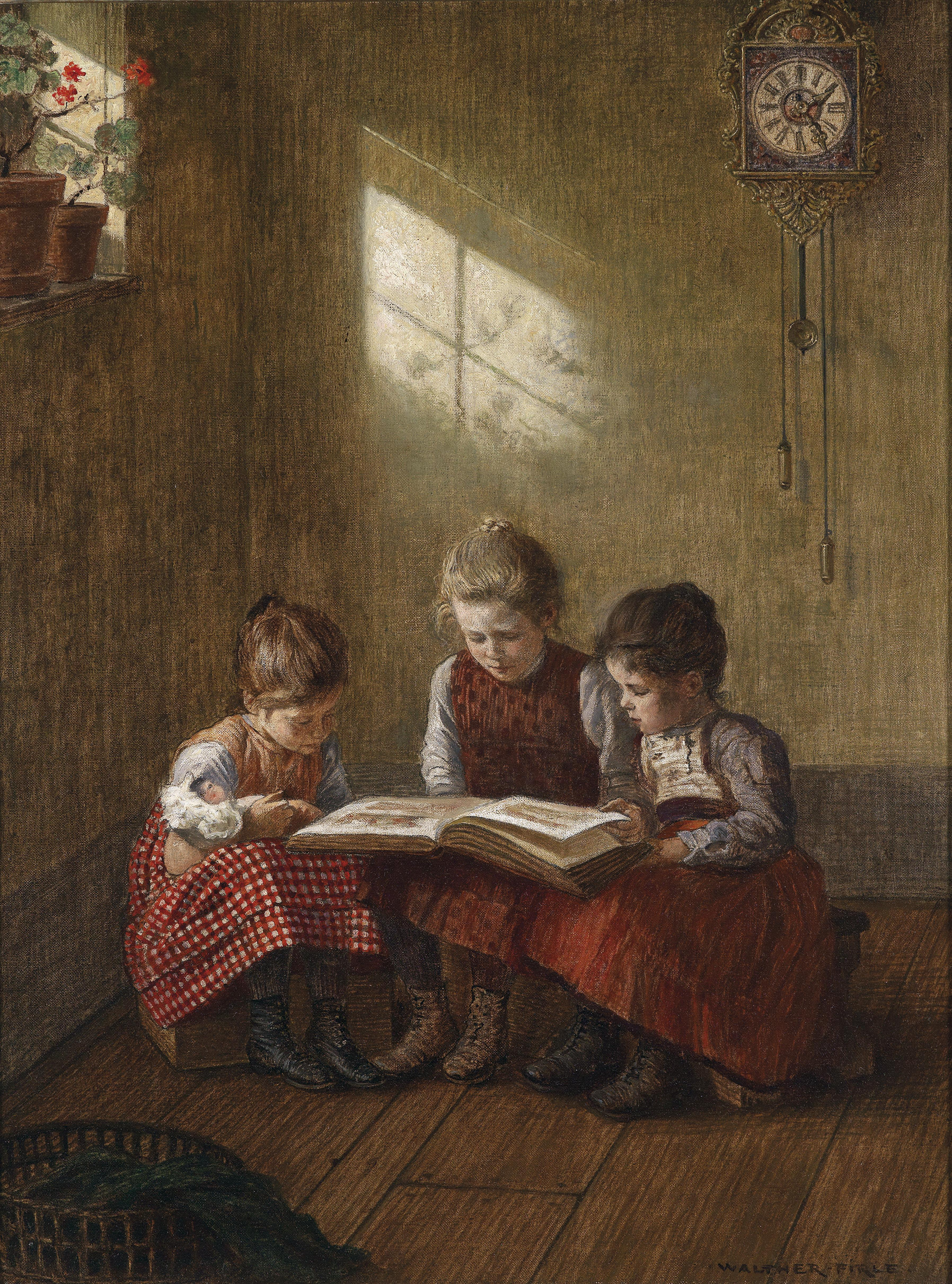
Spannende Lektüre, 1929